# Centruroides hoffmanni
Espèce
Centruroides hoffmanni est une espèce de scorpions de la famille des Buthidae.

## Distribution
Cette espèce est endémique du Mexique,. Elle se rencontre vers la côte dans le Sud-Est du Chiapas et dans le Sud-Ouest de l'Oaxaca.

## Description
La femelle subadulte holotype mesure 31,05 mm.
Les mâles mesurent de 36,03 à 49,78 mm et les femelles de 46,53 à 58,22 mm.

## Systématique et taxinomie
L'espèce décrite sous ce nom par Goodman, Prendini, Francke et Esposito en 2021 est en fait Centruroides concordia.

## Étymologie
Cette espèce est nommée en l'honneur de Carlos Christian Hoffmann.

## Publication originale
- Armas, 1996 : « Presence of Centruroides schmidti Sissom in south east Mexico and description of two new species (Scorpiones: Buthidae). » Revista Nicaraguense de Entomologia, vol. 36, p. 21-33 (texte intégral).